# Médaille Vladimir-Vernadski (Union européenne des géosciences)
Ne doit pas être confondu avec la médaille Vladimir-Vernadski remise par l'Académie des sciences d'Ukraine et la médaille Vladimir-Vernadski remise par l'Académie des sciences de Russie
La médaille Vladimir-Vernadski, remise par l'Union européenne des géosciences, a été créée par la Division des biogéosciences pour honorer Vladimir Vernadski en reconnaissance de ses réalisations scientifiques. Elle est l'une des nombreuses médailles décernées par cet organisme. Conçue par József Kótai, la médaille Vladimir-Vernadski remise par l'Union européenne des géosciences est décernée aux scientifiques pour leur contribution exceptionnelle aux biogéosciences en général. 

## Récipiendaires
- Antje Boetius - 2018
- Jack Middelburg - 2017
- Carlos Duarte - 2016
- Klaus Butterbach-Bahl - 2014
- Albertus Dolman - 2013
- Jean-Pierre Gattuso - 2012
- Ulf Riebesell - 2011
- Donald Canfield - 2010
- Edward DeLong - 2008
- Jaap Sinninghe Damsté - 2007
- Claude Lorius - 2006
- Paul Falkowski - 2005
- Ernst-Detlef Schulze - 2004
- Peter Westbroek - 2003